# Wham!
Wham! (conocidos como Wham! UK en Estados Unidos) fue un dúo británico de música new romantic o soft rock formado por George Michael y Andrew Ridgeley desde 1981 hasta su separación en 1986. El sonido new romantic o soft rock de  Wham! combina básicamente new wave con soul o funk, pero también en algunas de sus primeras canciones agregan rap y en una de sus últimas como The Edge of Heaven agregan un toque de hard rock. En una encuesta realizada por la revista NME en 2008, fueron elegidos como "La Mejor Boy Band de Todos los Tiempos", quedando por delante de bandas tales como Backstreet Boys o NSYNC. 
Sus canciones más conocidas son Careless Whisper, I'm Your Man, Everything She Wants, Club Tropicana, Wake Me Up Before You Go Go, Last Christmas y Freedom.

## Comienzos
George Michael y Andrew Ridgeley se conocieron en el colegio Bushet Meeds School, en Watford, Inglaterra. Al principio, participaron en una banda de ska, de corta vida, llamada "The Executive". Cuando el grupo se deshizo, los músicos formaron el dúo llamado Wham! y consiguieron un contrato con la discográfica Innervision Records. 
Para darse a conocer internacionalmente, lograron una victoria legal sobre este sello para grabar con compañías más reconocidas, como Sony Entertainment Records y Columbia Records en Estados Unidos y Canadá, y Epic Records para el resto del mundo. 
Michael tomó la mayoría de los roles y responsabilidades con la banda -compositor, cantante, productor y ocasionalmente instrumentista- pero la contribución de Ridgeley como el especialista de la imagen del grupo y portavoz fue crucial para el éxito inicial del grupo.  Él convenció a un renuente George Michael de que Wham! necesitaba cambios de imagen y sonido con frecuencia, para adaptarla a los gustos de la moda juvenil.
Todavía adolescentes, se promovieron a sí mismos como jóvenes orgullosos de vivir sin preocupaciones, sin trabajar o sin obligaciones. Esto fue reflejado en sus sencillos iniciales, los cuales, parte parodia, parte responsabilidad social, le brindaron a Wham! una reputación de grupo de baile de protesta.
El sencillo debut se llamó "Wham Rap!" y fue lanzado en junio de 1982. Fue uno de los primeros temas de un grupo británico que incluía rap y tenía una cara doble A con un Social Mix y Antisocial Mix. Este disco no fue radiado por la BBC Radio 1 en el Reino Unido, motivado por el contenido polémico del Antisocial Mix. A consecuencia de ello, el tema fue regrabado cambiando las líneas más controvertidas.
Adicionalmente, dos videos fueron lanzados para promocionar esos temas. En 1983, en el programa de TV británico "The Tube" en Canal 4, Wham! presentó en vivo la canción original y completa con las líneas censuradas. Esta versión fue considerada de lejos mejor que la reeditada en el Reino Unido. "Wham Rap!" no llegó a las listas (fue un tema relativamente intrascendente), pero en octubre de 1982, su canción "Young Guns" (Go For It!)" si lo logró en su país.
A partir de este momento crucial, los medios de información consideraron al dúo como un fenómeno que acababa de comenzar.

## Éxito creciente
El impacto de Wham! en el público, especialmente las adolescentes, fue sentido en el momento en que finalizaron su presentación debut con "Young Guns (Go For It!)" en el programa de TV británico Top of the Pops, un importante show semanal de la BBC. La canción llegó al Top 40, en posición #35 y llegó como máximo al #3 en diciembre de 1982.
Canciones importantes de Wham! para 1983 fue una nueva edición de  "Wham Rap! (Enjoy What You Do)", y "Bad Boys".
Para finales de ese año, el grupo fue rival de Duran Duran, Spandau Ballet y Culture Club como el mayor grupo británico. Para entonces, sale al mercado su primer disco, llamado "Fantastic", que llegó al número #1 en ventas.
Al mismo tiempo, Ridgeley comenzó a tener problemas legales con su contrato inicial con Innervision. Mientras esto sucedía, esta productora sacó una versión mix de Fantastic que llamó "Club Fantastic Megamix". Wham! hizo pública su denuncia, y advirtió a sus fanes que no lo compraran.  Después de concluir la demanda, Innervision admitió que todo se debió a discrepancias en el contrato firmado con la banda, lo que originó un pago millonario que llevó a la bancarrota y la disolución de la discográfica.
Manejado por Andrew Ridgeley, el dúo cambió su imagen, y Wham! regresó en mayo de 1984, con un estilo muy similar a otras bandas pop de la época, y presentado oficialmente en el video de la canción "Club Tropicana".
Su siguiente sencillo, sería con el que se darían a conocer alrededor del mundo "Wake Me Up Before You Go Go", un pegajoso éxito escrito por George Michael, inspirado en una curiosa frase tomada de una nota de Ridgeley, dejada en su cuarto de un hotel. Según explicaron, provino de "don't forget to wake me up up before you go, George" ("no te olvides despertarme antes de que te vayas vayas, George"), expresado con un tartamudeo del músico, motivado probablemente para enfatizar la misma idea.
Luego de eliminarle el segundo "up", consideraron que los dos "go go" sonaban originales. Fue rápidamente su primer #1 en el Reino Unido y estuvo muy cerca en las listas de Estados Unidos. El video de igual forma fue muy popular dentro de la juventud, lo que originó la moda de camisetas con lemas o frases cortas.
Como una extraña contradicción, el siguiente sencillo "Careless Whisper", es considerada una pieza en solitario de George Michael, la primera desde la existencia de Wham!, aunque fue coescrita por Ridgeley. En el video no aparece su compañero en ningún momento, lo que marcó un significativo distanciamiento con la imagen juvenil habitual del grupo, asociado como una especie de playboy para esta ocasión.
La canción fue con mucho el mayor hit de la banda, y llegó al primer lugar en decenas de países por varias semanas.
Para el otoño de 1984 Wham! regresa al dúo con Freedom, otro éxito en listas. Para noviembre de ese año, lanzan su segundo (y su más exitoso) disco LP, llamado "Make It Big", que llegó al #1 en ventas. Con este material, hicieron una gira de conciertos mundial para promocionarlo.
Para estas fechas, Michael contribuyó con su voz al proyecto benéfico británico "Band Aid" en la canción "Do They Know It's Christmas?", y sacó el sencillo "Last Christmas"/"Everything She Wants" (#2 en el Reino Unido). El grupo donó todas las ganancias con esta canción a la hambruna en Etiopía.

## Tour por China
En abril de 1985, Wham! tomó un descanso de las grabaciones, entregándose a un ambicioso tour mundial, incluyendo una larga estancia por 10 días en China, siendo el primer grupo pop occidental en hacerlo.
El grupo logró consolidar el permiso del gobierno chino tras 18 meses de negociaciones y el convincente argumento de Simon Napier-Bell, representante de Wham!, que aseguraba proyectar una imagen positiva de China al mundo exterior. 
Este tour estuvo marcado por la publicidad masiva y culminó con un concierto en el Gimnasio de los Trabajadores en Pekín ante 10 000 fanáticos.
En noviembre de 1985 lanzaron el sencillo "I'm your man", que llegó al #1 en listas británicas.
Se dio a conocer una relación sentimental entre Michael y la modelo y actriz china Kathy Yeung, mientras que Ridgeley inició una relación con Keren Woodward del grupo Bananarama.
"Last Christmas" fue relanzada" para la Navidad de 1985 y de nuevo llegó al Top 10 británico (#6 máximo), mientras Michael empezó a desarrollar otras actividades personales.
Colaboró en los coros con Elton John en su éxito "Nikita" y  "Wrap Her Up" del mismo álbum; así también con David Cassidy en "The Last Kiss" en 1985.

## El final
El sencillo publicado para 1986 "The Edge of Heaven", fue #1 en junio de ese año en el Reino Unido. "Where Did Your Heart Go?" fue su último tema en Estados Unidos.
El álbum final del dúo fue una colección de doble LP de todos sus sencillos a la fecha, la mayoría versiones extendidas, y fue llamada también "The Final". En Estados Unidos, una versión especial fue llamada Music from the Edge of Heaven, que contenía pistas alternativas.
Para ese mismo año. Michael decidió crear música más elaborada y para una audiencia más sofisticada que la que podía producir un dúo enfocado a un público adolescente, y así lo manifestó a los medios de prensa.
Asimismo, el papel de Ridgeley era cada vez más insignificante ante el rumbo y la gran magnitud que alcanzó la carrera de Michael. Siempre se cuestionaron las verdaderas cualidades o el talento que podía ofrecer su presencia para la evolución del grupo.
La ruptura era tan inminente, que hasta la misma portada del álbum Music from the Edge of Heaven para Latinoamérica y Japón presentaba a un George Michael dando casi la espalda a Ridgeley y "visiblemente" serio. 
Eso no interrumpió el desfile de las canciones "The Edge of Heaven" , "A different Corner" y "Where did Your Heart Go?" , durante 1986, sin embargo, ninguna lograría llegar al primer puesto estadounidense. 
El público ya no tuvo más noticias del dúo, con lo que se intensificaron los rumores de una separación en Wham!, hasta que en el verano de 1986 esta, finalmente, se produjo. 
La separación de la banda se publicó oficialmente en la primavera de 1986, para lo cual anunciaron un histórico concierto en el estadio de Wembley, el 28  de junio de 1986, llamado "The Final". Wham! dijo adiós a su audiencia ante 73 000 aficionados en un evento que duró 8 horas, y presentó momentos muy emotivos.
La banda estuvo unida durante 5 años, vendiendo cerca de 20 millones de álbumes y de 10 a 15 millones de sencillos. "Foreign Skies", el filme de su tour por China, recibió elogios como parte de la festividad, convirtiéndolo en el de mayor audiencia para la première de un film en toda la historia.

## Post-Wham!
George Michael publicó su primer álbum como solista casi un año después de su salida de Wham!, en octubre de 1987 con su disco "Faith", un rotundo logro comercial en varios países del mundo. 
Parte del éxito se debió a un hábil cambio de imagen más varonil: George optó por un look más agresivo, con barba de varios días, pendientes, gafas de sol, botas y pantalones ajustados.
Nunca se realizó una reunión de los dos miembros de Wham! para grabar nuevo material o realizar alguna presentación, cada uno enfocado en sus proyectos personales. 
Por algunos años durante su carrera de solista, Michael fue públicamente crítico al referirse a su papel con Wham!, debido a la intensa negativa de los medios a cubrir a su compañero Ridgeley.
Indicó que la presión de la prensa fue constante y que financieramente esos años fueron un desastre, aunque no descartó una reunión con su amigo para presentar, especialmente, temas de su primer disco.
Sin embargo, todavía interpreta canciones como "I'm Your Man" y "Everything She Wants," en sus conciertos. 
La homosexualidad de George Michael nunca trascendió en su época de los 80 y siempre se le asoció sentimentalmente a otras estrellas femeninas como Brooke Shields, y Melissa Megginson, ni mucho menos se llegó a ligarlo en ese sentido con su compañero.
Andrew Ridgeley continuó con una opaca carrera como músico por casi 5 años más, hasta dedicarse a otras actividades extra musicales, particularmente surfear y negocios relacionados. Se casó con su pareja Keren Woodward y vive prácticamente alejado de los medios de comunicación.
Desde inicios de 2007, Michael trabajó en el estudio de grabación para dar forma a nuevas canciones que se incluirían en su próximo álbum como solista. El cantante confirmó que grabó dos nuevas canciones con Ridgeley. En las canciones, George puso la voz y su socio toca la guitarra. La publicación de dicho disco estaba prevista para finales del 2007, pero no ha visto la luz hasta la fecha.
En julio de 2023, Netflix estrenó un documental sobre la banda.

## Discografía

### Álbumes
| Título                                             | Fecha Lanzamiento | Posición máxima | Posición máxima | Posición máxima |
| Título                                             | Fecha Lanzamiento | Reino Unido     | Australia       | EE. UU.         |
| -------------------------------------------------- | ----------------- | --------------- | --------------- | --------------- |
| Fantastic                                          | 1983              | 1               | 5               | 83              |
| Make It Big                                        | 1984              | 1               | 1               | 1               |
| Music from the Edge of Heaven                      | 1986              | -               | -               | 10              |
| The Final                                          | 1986              | 2               | 5               | -               |
| 12" Mixes (Compilation)                            | 1987              | -               | -               | -               |
| If You Were There (The Best of Wham) (Compilation) | 1997              | 4               | -               | -               |

### Sencillos
| Título                                      | Fecha lanzamiento | Fecha lanzamiento | Álbum                                     | Posición máxima | Posición máxima | Posición máxima | Posición máxima | Posición máxima |
| Título                                      | Fecha lanzamiento | Fecha lanzamiento | Álbum                                     | Reino Unido     | Irlanda         | Australia       | EE. UU. Hot 100 | EE. UU. AC      |
| ------------------------------------------- | ----------------- | ----------------- | ----------------------------------------- | --------------- | --------------- | --------------- | --------------- | --------------- |
| "Wham Rap! (Enjoy What You Do)"             | 1982              | Jun               | Fantastic                                 | 45              | -               | -               | -               | -               |
| "Young Guns (Go For It!)"                   | 1982              | Sep               | Fantastic                                 | 3               | 3               | 4               | -               | -               |
| "Wham Rap! (Enjoy What You Do)" (reedición) | 1983              | Ene               | Fantastic                                 | 8               | 13              | 9               | -               | -               |
| "Bad Boys" [A]                              | 1983              | May               | Fantastic                                 | 2               | 3               | 9               | 60              | -               |
| "Club Tropicana"                            | 1983              | Jul               | Fantastic                                 | 4               | 4               | 60              | -               | -               |
| "Club Fantastic Megamix"                    | 1983              | Dic               | -                                         | 15              | 16              | -               | -               | -               |
| "Wake Me Up Before You Go Go"               | 1984              | May               | Make It Big                               | 1               | 1               | 1               | 1               | 4               |
| "Careless Whisper" [B]                      | 1984              | Jul               | Make It Big                               | 1               | 1               | 1               | 1               | 1               |
| "Freedom"                                   | 1984              | Ago               | Make It Big                               | 1               | 1               | 3               | 3               | 4               |
| "Everything She Wants" [C]                  | 1984              | Dic               | Make It Big                               | -               | -               | 7               | 1               | 4               |
| "Last Christmas" [C] [D]                    | 1984              | Dic               | -                                         | 2               | 1               | 3               | -               | -               |
| "I'm Your Man"                              | 1985              | Nov               | Music from the Edge of Heaven / The Final | 1               | 1               | 3               | 3               | 13              |
| "A Different Corner" [B]                    | 1986              | Abr               | Music from the Edge of Heaven / The Final | 1               | 2               | 4               | 7               | 6               |
| "The Edge of Heaven" [E]                    | 1986              | Jun               | Music from the Edge of Heaven / The Final | 1               | 1               | 2               | 10              | 22              |
| "Where Did Your Heart Go?"                  | 1986              | Oct               | Music from the Edge of Heaven / The Final | -               | -               | 54              | 50              | -               |

Notas
- A '^' credited in the U.S. as Wham!-UK.
- B '^' A George Michael solo effort, "Careless Whisper" was credited to "Wham! featuring George Michael" in North America.
- C '^' "Everything She Wants" / "Last Christmas" released as a double A-side in the UK.
- D '^' "Last Christmas" was reissued as a single numerous times. In 1985 it peaked at #6 in the UK, #45 in 1986. A release in 1997 charted at #58 in the US on the Hot 100 Airplay chart and at #22 on the Adult Contemporary that same year. In 2007 the song once more charted in the UK, reaching #14.
- E '^' "The Edge of Heaven" / "Where Did Your Heart Go?" released as a double A-side in the UK.